# ゴマノハグサ目
ゴマノハグサ目 (Scrophulariales) は被子植物の目のひとつで、ゴマノハグサ科をタイプ科とするもの。分類体系によって含まれる科は異なる。

## 分類

### クロンキスト体系
クロンキスト体系ではキク亜綱の下に置き、12科を含める。
- 被子植物門 Magnoliophyta
  - 双子葉植物綱 Magnoliopsida
    - キク亜綱 Asteridae
      - ゴマノハグサ目 Scrophulariales
        - フジウツギ科 Buddlejaceae
        - モクセイ科 Oleaceae
        - ゴマノハグサ科 Scrophulariaceae
        - グロブラリア科 Globulariaceae
        - ハマジンチョウ科 Myoporaceae
        - ハマウツボ科 Orobanchaceae
        - イワタバコ科 Gesneriaceae
        - キツネノマゴ科 Acanthaceae
        - ゴマ科 Pedaliaceae
        - ノウゼンカズラ科 Bignoniaceae
        - メンドンキア科 Mendonciaceae
        - タヌキモ科 Lentibulariaceae

### APG植物分類体系
分子系統解析の研究の進展に伴って、従来のゴマノハグサ科が多系統であることが判明してきた。この結果を受けて、APG植物分類体系ではキリ科、ハマウツボ科、オオバコ科など複数の科に分割あるいは移動し、それぞれをシソ目にふくめている。そのため、ゴマノハグサ目の名称は使われていない。

### 新エングラー体系
新エングラー体系ではゴマノハグサ科がシソ目に入っているのでこの名前は使われていない。